# 那不勒斯的黎明
《那不勒斯的黎明》（Dawn in Naples）是中國偶像組合SNH48的第17張EP，主打歌的演唱成員由SNH48 Group第四屆總選舉所決定。

## 簡介
本張EP為SNH48 Group第四屆總選舉入选四支选拔组的总选汇报单曲。TOP16单曲《那不勒斯的黎明》特邀格莱美制作人Glen Ballard为SNH48量身定制。MV拍摄地选在意大利中世紀巴洛克风宫廷建筑，成员所穿的王室贵族礼服皆为高级定制，手工镶嵌六万颗水钻。《那不勒斯的黎明》将现代轻摇滚与流行乐融合，旋律流畅自然，记忆点十足，前奏部分抓耳的吟唱赋予了这首歌神秘的色彩，为与MV所传达的欧洲中世纪“王朝复兴”相呼应，翡冷翠、但丁、伽利略、新大陆等字眼不时冒出，少女们清甜声线配合带有浓郁欧洲文艺复兴风格的歌词，徒增一丝浪漫梦幻之感。成員們此次在MV中挑戰高難度演技，配合微電影式的劇情表現和緊張的故事節奏呈現了歷史架空背景下某王朝公主與貴族爭奪王位的故事。
TOP32单曲《绚丽时代》由音乐人方大同打造，MV由「亞特蘭提斯酒店」冠名。MV紧扣歌曲主打中东异域风情，充满阿拉伯风格特色。成员远赴阿联酋迪拜拍摄，并于迪拜音乐喷泉、水下餐厅、棕榈人工岛、哈利法塔等地取景。MV不仅包括成员们在迪拜各地挑战各种高难度任务，还展现了中东的特色风情。
TOP48单曲《记忆中的你我》以“竹简”将故事串联，分别前往云南丽江古城、虎跳峡、蓝月湖等地取景拍摄，少女们身着带有云南元素的打歌服在草地上群舞，清纯而自然。
TOP66单曲《戎装信仰》则着力突出军旅主题，其MV力求展示军人的紧张训练及战斗经过。成员在拍摄前进行了晨跑、负重、射击方面的训练，MV亦融入枪战、格斗情节，以求塑造良好的军人形象及女兵的飒爽英姿。

## 收錄曲目
| CD       | CD             | CD                | CD                                          | CD                          | CD          | CD    |
| 曲序     | 曲目           |                   | 作曲                                        | 编曲                        | 演唱者      | 时长  |
| -------- | -------------- | ----------------- | ------------------------------------------- | --------------------------- | ----------- | ----- |
| 1.       | 那不勒斯的黎明 | 甘世佳            | Frankie Cole、Glen Ballard                  | Glen Ballard                | 星光组      | 5:11  |
| 2.       | 絢麗時代       | Mayu Huang 黃楓宜 | 方大同、王诗安、Fergus Chow、Derrick Sepnio | Fergus Chow、Derrick Sepnio | 高飞组      | 3:49  |
| 3.       | 記憶中的你我   | 田纳              | RNG                                         | RNG                         | 梦想组      | 4:05  |
| 4.       | 戎裝信仰       | 夏宁              | 梯基                                        | 梯基                        | 奔跑组      | 3:39  |
| 5.       | 我心翱翔       | 吳燕文、熊心瑤    | Hillsong                                    | 郭申生                      | SNH48 Group | 6:00  |
| 总时长： | 总时长：       | 总时长：          | 总时长：                                    | 总时长：                    | 总时长：    | 22:44 |

## 選拔成員
括号内为成员于SNH48 Group第四届总选举的排名。

### 那不勒斯的黎明
（Center：鞠婧禕）
- Team SII：戴萌（#11）、孔肖吟（#12）、李宇琪（#16）、莫寒（#8）、吳哲晗（#15）、許佳琪（#10）、張語格（#9）
- Team NII：馮薪朵（#4）、黃婷婷（#3）、鞠婧禕（#1）、林思意（#14）、李藝彤（#2）、陸婷（#5）、趙粵（#7）、曾艷芬（#6）
- BEJ48 Team B：段藝璇（#13）

MV在義大利那不勒斯與羅馬拍攝。
| 成員   | 飾演角色 |
| ------ | --- |
| 鞠婧禕 | 公主、王國繼承人，天真無邪 遭黑暗勢力影響出現黑化人格，舉辦假面舞會被李斯特公爵毒殺(其實早已喝下解藥)， 最後以同樣方式毒殺對方，順利繼承王位 |
| 李藝彤 | 公爵，野心勃勃，受公爵貴族們擁護爭奪王位， 認為有實力的人才能成為王，於假面舞會以吻手禮毒殺公主, 最終被公主反殺                              |
| 黃婷婷 | 侯爵, 心機深沉 拿出貴族們聯名擁護公爵成王的聯名書, 煽動貴族除掉公主 是雙面間諜，公主的解藥是他暗中給的                                       |
| 馮薪朵 | 刺客隊長, 效忠於黑化人格公主, 與黑化人格公主一同暗中行動                                                                                     |
| 陸婷   | 貴族, 擁護公爵爭奪王位, 提供毒殺公主的毒藥給公爵                                                                                             |
| 曾艷芬 | 刺客, 效忠於黑化人格公主, 與黑化人格公主一同暗中行動                                                                                         |
| 趙粵   | 刺客, 效忠於黑化人格公主, 與黑化人格公主一同暗中行動                                                                                         |
| 莫寒   | 貴族, 擁護公爵爭奪王位 |
| 張語格 | 騎士團團長, 效忠於公主, 認為有王室血統才能成為王                                                                                             |
| 許佳琪 | 騎士團成員, 效忠於公主 |
| 戴萌   | 騎士團成員, 效忠於公主 |
| 孔肖吟 | 貴族, 擁護公爵爭奪王位 |
| 段藝璇 | 貴族, 擁護公爵爭奪王位 |
| 林思意 | 貴族, 擁護公爵爭奪王位 |
| 吳哲晗 | 騎士團成員, 效忠於公主 |
| 李宇琪 | 貴族, 擁護公爵爭奪王位 |

### 绚丽时代
（Center：萬麗娜）
- Team SII：錢蓓婷（#26）、孫芮（#18）
- Team NII：萬麗娜（#17）、張雨鑫（#20）
- Team HII：劉炅然（#24）、孫珍妮（#22）、许杨玉琢（#27）
- Team X：宋昕冉（#29）、楊冰怡（#25）
- Team XII：姜杉（#19）、嚴佼君（#30）、於佳怡（#28）、張怡（#31）
- BEJ48 Team E：蘇杉杉（#21）
- GNZ48 Team G：謝蕾蕾（#32）
- GNZ48 Team NIII：劉力菲（#23）

MV在阿聯酋杜拜拍攝。

### 記憶中的你我
（Center：袁航）
- Team SII：呂一（#36）、徐子軒（#42）、蔣芸（#44）
- Team NII：易嘉愛（#39）
- Team HII：袁航（#33）、楊惠婷（#48）
- Team X：李釗（#38）、王曉佳（#43）、馮曉菲（#47）、汪束（#41）
- Team XII：費沁源（#40）
- BEJ48 Team B：胡曉慧（#34）、劉姝賢（#35）
- BEJ48 Team E：李梓（#46）
- GNZ48 Team NIII：鄭丹妮（#45）
- SHY48 Team SIII：韓家樂（#37）

MV在中國雲南麗江拍攝。

### 戎裝信仰
（Center：洪珮雲）
- Team SII：陳觀慧（#61）、袁雨楨（#64）
- Team NII：何曉玉（#59）、江真儀（#55）
- Team HII：郝婉晴（#51）、沈夢瑤（#65）、謝妮（#60）、袁一琦（#56）
- Team X：陳琳（#54）、楊韞玉（#52）、張丹三（#53）
- Team XII：洪珮雲（#49）、劉增艷（#63）
- BEJ48 Team E：李媛媛（#57）
- GNZ48 Team G：陈珂（#58）、張瓊予（#62）
- GNZ48 Team NIII：唐莉佳（#50）

Future Girls首次參與EP錄製。
MV在中國江蘇南京拍攝。

### 我心翱翔
（Center：鞠婧禕）
- Team SII：戴萌（#11）、孔肖吟（#12）、李宇琪（#16）、莫寒（#8）、吳哲晗（#15）、許佳琪（#10）、張語格（#9）
- Team NII：馮薪朵（#4）、黃婷婷（#3）、鞠婧禕（#1）、林思意（#14）、李藝彤（#2）、陸婷（#5）、趙粵（#7）、曾艷芬（#6）
- BEJ48 Team B：段藝璇（#13）

由2017年SNH48 Group第四届总决选TOP16成员演唱。

## 轶事
- 鞠婧祎、曾艳芬、郝婉晴、杨韫玉参与的最后一张EP。